# Todiramphus diops
Todiramphus diops là một loài chim trong họ Alcedinidae.